# Гулар, Франсуа
Франсуа Гулар (фр. François Goulard, 21 сентября 1953, Ван) — французский политик, бывший депутат Национального собрания Франции, бывший президент Совета департамента Морбиан.

## Биография

### Образование и карьера в бизнесе
Родился 21 сентября 1953 г. в городе Ван (департамент Морбиан) в семье инженера и владелицы антикварного магазина. Деверь известного политика Сильви Гулар. Учился в колледже Жюля Симона и лицее Алена-Рене Лесажа в Ване, лицее Шатобриана в Ренне. В 1976 году закончил École Centrale Paris, получил диплом инженера. В 1977 году поступил, а в 1981 году закончил Институт политических исследований (Sciences Po) в Париже; в том же году поступил в Национальную школу администрации, которую закончил в 1985 году с дипломом специалиста в области государственного управления. В 1983 году был избран в городской совет Вана, занимал пост вице-мэра по финансам.
В 1985 году Франсуа Гилар начал работать аудитором, а затем консультантом в Счетной палате Франции. Затем он ненадолго перешел в частный сектор, будучи руководителем отдела по работе с крупными компаниями консалтинговой фирмы Bossard Consultants. В 1986—1988 годах работал в аппарате министра почты и телекоммуникаций Жерара Лонге. Будучи близок к сторонникам Жака Ширака, после поражения Ширака на президентских выборах отошел от политики и деятельности в Республиканской партии, к которой он присоединился в 1981 году. С 1989 по 1997 год был генеральным директором компании Investel, затем генеральным директором банка Парижского кредитного банка, дочернего предприятия компании Suez.

### Политическая карьера
С 1997 года Франсуа Гилар является профессиональным политиком — в этом году он впервые был избран депутатом Национального собрания Франции по 1-му избирательному округу департамента Морбиан. В следующем году он был избран членом Генерального совета департамента Морбиан от кантона Ван-Центр.
В марте 2001 года Франсуа Гулар возглавил правый список на муниципальных выборах в городе Ван и привел его к победе, после чего был избран мэром столицы департамента Морбиан. 16 июня 2002 года он был переизбран депутатом Национального собрания, после чего вышел из Генерального совета департамента. В 2002—2004 годах он был членом фракции партии Союз за народное движение (СНД) в Национальном собрании и заместителем председателя комитета по финансам, общей экономике и бюджетному контролю, а также заместителем генерального секретаря СНД подготовке кадров и работе с активистами.
31 марта 2004 года Франсуа Гулар был назначен государственным секретарем по транспорту и морю в третьем правительстве Жана-Пьера Раффарена. В связи с этим он ушел в отставку с поста мэра Вана, но остался первым заместителем его преемника Норбера Троше. В декабре 2006 года, оставаясь членом кабинета министров, он вновь был избран мэром Вана. 3 мая 2005 года, выступая на дебатах, организованных газетой «Фигаро», он высказался в поддержку проекта Европейской конституции, призывая к введению европейского морского контроля и гармонизации налогообложения и стандартов, введенных в отношении автомобильных перевозчиков в Европейском Союзе.
2 июня 2005 года Франсуа Гулар вошел в состав правительства Доминика Де Вильпена в качестве заместителя министра по вопросам высшего образования и научных исследований. Под его эгидой 7 февраля 2005 года было создано Национальное научно-исследовательское агентство для финансирования научно-исследовательских проектов. В апреле 2006 года он учредил научно-исследовательские и высшие учебные центры, которые позволили отдельным университетам и крупным школам объединять свои программы и деятельность. 26 марта 2007 года он объявил о своей поддержке Франсуа Байру в первом туре президентских выборов 2007 года. 24 апреля 2007 года он объявил, что будет голосовать за Николя Саркози во втором туре президентских выборов, заявив, что он «всегда оставался правым».
Покинув правительство, 20 июня 2007 года Франсуа Гулар вернулся в Национальное собрание, выиграв в первом туре выборы в 1-м избирательном округе департамента Морбиан с 52,90 % голосов. После своего избрания он назначен специальным докладчиком по бюджету в комитете по финансам Национального собрания; внутри фракции СНД был одним из главных противников Николя Саркози, группировавшихся вокруг Доминика Де Вильпена. Рассчитывал возглавить партийный список на региональных выборах в Бретани в 2010 году, но был вынужден уступить эту роль стороннице Саркози Бернадетт Мальгорн.
27 марта 2011 года правые победили на кантональных выборах в Морбиане, выиграв 24 из 42 кантонов. Франсуа Гулар победил в своем кантоне Ван-Центр и через неделю был избран Президентом Генерального совета департамента Морбиан; после этого он ушел в отставку с поста мэра Вана.
Череда успешных выборов прервалась для Франсуа Гулара 25 сентября 2011 года, когда он стал кандидатом на выборах в Сенат. Правый список потерпел полное поражение, не проведя ни одного своего кандидата в сенаторы. В июне 2012 года он проиграл и выборы в Национальное собрание по своему округу, уступив кандидату левых Эрве Пеллуа, которого он легко победил пятью годами ранее.
12 января 2013 года Франсуа Гулар избран лидером отделения партии Союз за народное движение (затем — Республиканцы) в департамента Морбиан и занимал этот пост до 17 января 2018 года, когда он подал в отставку из-за несогласия с политикой нового лидера партии Лорана Вокье. При этом он остался членом партии. Будучи предложен в качестве кандидата правых на выборах в Национальное собрание в 2017 году, он в конечном итоге отказывается баллотироваться после того, как Франсуа Фийон, которого он неизменно поддерживал во время его предвыборной кампании, потерпел поражение в первом туре президентских выборов.
В конце января 2018 года он был одним из инициаторов создания новой партии «Цель — Франция» и покинул республиканцев в апреле того же года. Новая партия более благожелательно настроена к президенту Эмманюэлю Макрону, и в ноябре 2019 он становится вице-президентством Ассоциации «Республика мэров и местных избранников», созданной мэром Анже Кристофом Бешю для объединения правых местных избранников, поддерживающих правительство.
В новых выборах в Совет департамента Морбиан в июне 2021 года Франсуа Гулар не участвовал.

## Занимаемые выборные должности
03.1983 — 03.1990 — член совета города Ван

12.06.1997 — 30.04.2004 — депутат Национального собрания Франции от 1-го округа департамента Морбиан 

18.03.1998 — 18.03.2001 — член Генерального совета департамента Морбиан от кантона Ван-Центр 

18.03.2001 — 30.03.2004 — мэр города Ван

30.04.2004 — 31.05.2005 — государственный секретарь по транспорту и морю в третьем правительстве Жана-Пьера Раффарена 

02.06.2005 — 15.05.2007 — заместитель министра по вопросам высшего образования и научных исследований в правительстве Доминика Де Вильпена 

27.12.2006 — 07.04.2011 — мэр города Ван

20.06.2007 — 19.06.2012 — депутат Национального собрания Франции от 1-го округа департамента Морбиан 

27.03.2011 — 21.03.2015 — член Генерального совета департамента Морбиан от кантона Ван-Центр 

07.04.2011 — 21.03.2015 — Президент Генерального совета департамента Морбиан 

29.03.2015 — 27.06.2021 — член Совета департамента Морбиан от кантона Ван-1 

02.04.2015 — 01.07.2021 — Президент Совета департамента Морбиан